# Benjamin Munz
Benjamin Munz (* 10. November 1983 in Ludwigsburg, Baden-Württemberg) ist ein deutscher Filmproduzent und Autor.

## Leben
Benjamin Munz verbrachte seine Kindheit in Ludwigsburg, Baden-Württemberg, dort besuchte er von 1991 bis 1995 die August-Lämmle-Grundschule in Oßweil, daran anschließend das Mörike-Gymnasium Ludwigsburg bis 2000, gefolgt von der Robert-Franck-Schule bis 2003. Während seiner Ausbildung zum Werbekaufmann in Stuttgart begann er als Kameraassistent, Aufnahmeleiter und Regieassistent bei Werbespots, Musikvideos und Studentenproduktion zu arbeiten. In den kommenden Jahren half er bei der Produktion internationaler Werbespots und arbeitete unter anderem für die Werbefilmproduktionsfirma SpyFilms in Toronto. Im Jahr 2006 begann Munz sein Studium an der Filmakademie Baden-Württemberg im Studienfach Produktion.
Der von ihm produzierte Zweiter-Weltkriegs-Film Anzhelina von Regisseur Martin Schreier gilt bis heute als einer der aufwendigsten Erstjahresfilme einer Filmhochschule.
Sein Kurzfilm The Night Father Christmas Died, wieder von Regisseur Martin Schreier, wurde 2010 von der Academy of Motion Picture Arts and Sciences als einziger deutscher Film für den Studenten-Oscar nominiert. Der Film gewann weitere Preise auf internationalen Filmfestivals.
2009 erhielt er das Hollywood Stipendium durch die Landesstiftung Baden-Württemberg und absolvierte so den Hollywood Workshop an der UCLA in Los Angeles. Für sein Diplom an der Filmakademie Baden-Württemberg produzierte er 2011 Deutschlands erste Zombie Webserie Viva Berlin. Die Idee dazu kam Munz zusammen mit Regisseur Moritz Mohr und Autor Benjamin Karalic. Er produzierte in nur zwei Monaten fünf Folgen der Serie. Als Darsteller wirken unter anderem Jens Atzorn, Sina Tkotsch, Ralph Herforth und Alissa Jung mit.
Mit Manége Magique von Regisseurin Viola Baier produzierte einen kleinen Animationsfilm, der zum Haupttrailer des Internationalen Trickfilm Festivals 2010 in Stuttgart ernannt wurde und auf der SIGGRAPH in Vancouver präsentiert wird.
Derzeit arbeitet Benjamin Munz als Produzent bei der Rat Pack Filmproduktion unter Christian Becker. Seit Juni 2011 leitet er deren Zweigstelle, die Rat Pack South West in Ludwigsburg. Sein erster Film in Spielfilmlänge Tape_13, bei dem Axel Stein zum ersten Mal auch als Regisseur hinter der Kamera stand, feierte auf der Berlinale 2014 in der Sektion Perspektive Deutsches Kino als Midnight Movie seine Weltpremiere.
Die Dreharbeiten für seinen zweiten internationalen Spielfilm STUNG mit Lance Henriksen und Clifton Collins jr. in den Hauptrollen begannen im Oktober 2013.

## Filmografie (Auswahl)
- 2006: Anzhelina (Produzent), Kurzfilm
- 2006: RestStrom (Produzent), Kurzfilm
- 2008: Le Parcour (Produzent), Kurzfilm/Dokumentation
- 2009: Action Action (Produzent, Regisseur) Musikvideo
- 2009: Alles in Mir (Produzent), Dokumentarfilm
- 2009: Zelle 101 (Produzent), Kurzfilm
- 2010: Manége Magique (Produzent)
- 2010: The Night Father Christmas Died (Produzent), Kurzfilm
- 2011: Viva Berlin (Produzent, Schöpfer) Webserie
- 2013: Tape_13 (Produzent)
- 2014: Stung (Produzent)
- 2021: Blood Red Sky (Produzent)
- 2022: Old People (Produzent)

## Auszeichnungen (Auswahl)
- 2008: Publikumspreis Kinoproba Film Festival für Anzhelina
- 2010: Student Academy Awards Nominierung für The Night Father Christmas Died
- 2010: Fox Kreativ Award 3. Platz für Hangover Reverse